# ランスティングハッランド
ランスティングハッランド (Landstinget Halland) はハッランド県の公衆衛生と医療、福祉を主に担当するランスティングである。ランスティング議会(landstingsfullmäktige)の定数は71名。会派は中央の議会に議席を持っている8政党で構成されている。第一党は穏健党で、全議席中24議席を占める。